# Corriebaatar
Corriebaatar je jediným dosud známým rodem čeledi Corriebaataridae, skupiny vyhynulých multituberkulátních savců. Jediný známý druh tohoto rodu, C. marywaltersae, byl popsán v roce 2009 paleontologem Thomasem Richem a kolegy a představuje dosud jediného známého zástupce australských multituberkulátů. Tento drobný savec žil v období rané křídy (geologický věk apt), asi před 125 až 112 miliony let.